# Katakura Kagetsuna
Katakura Kagetsuna (片倉 景綱?; 1557 – 4 dicembre 1615) è stato un samurai e daimyō giapponese del periodo Sengoku, capo del clan Katakura della provincia di Mutsu. Fu uno dei "tre grandi uomini del clan Date".

## Biografia
Conosciuto anche con il titolo di corte Bichū no Kami (備中守?) o più comunemente come Katakura Kojūrō. Assieme a Oniniwa Tsunamoto e Date Shigezane era conosciuto come uno dei "tre grandi uomini del clan Date". Figlio di Katakura Kagenaga (un monaco Shinto convertito a samurai), divenne famoso per il suo ruolo di servitore anziano di Date Masamune. Servì inizialmente da giovane il clan Date sotto al padre di Masamune, Terumune. Successivamente, su raccomandazione di Endō Motonobu, divenne un guardiano personale di Date Masamune, il quale anche aveva una grande considerazione di Kagetsuna quale stratega. Kagetsuna divenne uno dei più fedeli del suo signore, come illustra un aneddoto di quei tempi: Masamune nella sua prima battaglia, si trovò improvvisamente circondato; fu salvato dall'arrivo di Kagetsuna che comparve nel campo di battaglia gridando: "Sono Masamune!" (われこそが政宗なり?, Ware koso ga Masamune nari) distraendo il nemico abbastanza a lungo per permettere a Masamune di fuggire.
Kagetsuna combatté nella maggior parte delle battaglie di Masamune, inclusa la battaglia di Hitodoribashi nel 1585, Kōriyama nel 1588, Suriagehara nel 1589, Odawara nel 1590, la campagna di Corea nel 1590. Ebbe un ruolo importante nel contenimento di Uesugi Kagekatsu durante la campagna di Sekigahara.
Assistette il clan Date anche con doveri amministrativi, quali guardiano del castello di Nihonmatsu, signore del castello di Ōmori, del castello di Watari ed altri.
Kagetsuna ebbe un ruolo chiave nella sopravvivenza del clan Date nel 1590, suggerendo a Masamune di sottomettersi a Toyotomi Hideyoshi durante la campagna di Odawara. Successivamente alla caduta di Odawara Hideyoshi garantì a Kagetsuna un feudo da 50.000 koku a Tamura. Questo fece di Kagetsuna un daimyō a tutti gli effetti; tuttavia poco dopo aver preso possesso del feudo lo restituì come segno di lealtà assoluta a Masamune.
Due anni dopo la battaglia di Sekigahara, quando Masamune divenne signore del dominio di Sendai, a Kagetsuna fu affidato il castello di Shiroishi e uno stipendio di 13.000 koku. Questa assegnazione fu una speciale eccezione della nuova regola dello shogunato Tokugawa ikkoku ichijō (一国一城?, "un castello per dominio") . Il clan Katakura, quali vassalli anziani del dominio di Sendai rimasero governatori del castello di Shiroishi per i successivi due secoli, per undici generazioni.
Quando Kagetsuna era malato e impossibilitato di raggiungere Masamune durante la campagna invernale di Osaka nel 1614 scelse di mandare il figlio Shigenaga al suo posto. Kagetsuna morì l'anno seguente all'età di sessant'anni e fu sepolto col nome postumo di Sanzan Jōei (傑山常英?). Dopo la morte di Kagetsuna sei dei suoi servitori furono così afflitti dalla perdita che commisero junshi (殉死?; suicidio dopo la morte del proprio signore).
Il figlio di Kagetsuna, Shigenaga, prese parte ai feroci combattimenti contro Gotō Mototsugu nella campagna estiva di Osaka, guadagnando il soprannome di Oni Kojūrō (鬼小十郎?; "demone Kojūrō").